# DASH!ザスパ
『DASH!ザスパ』（ダッシュ ザスパ）は、2007年3月8日から2008年12月18日まで群馬テレビで放送されていたザスパ草津関連の情報番組である。放送時間は毎週木曜 22:00 - 22:30、再放送は毎週土曜 7:30 - 8:00 （日本標準時）。

## 概要
不定期放送されていた15分番組『がんばれ!ザスパ草津』に替わってスタートした30分のレギュラー番組。司会は、群馬テレビアナウンサーの吉田学と武藤乃子が務めていた。
番組の終了後、ザスパ草津関連の情報提供は木曜20:00枠でスタートした『熱血!スポーツMIX SPO-X』が引き継いだ。ただし、こちらはサッカー以外のスポーツ情報も取り上げていた。